# 洛根鎮區 (明尼蘇達州艾特金縣)
洛根鎮區（英語：Logan Township）是位於美國明尼蘇達州艾特金縣的一個行政鎮區。

## 地方資料
洛根鎮區的面積為92.00平方千米，當中陸地面積為90.70平方千米，而水域面積為1.30平方千米。根據2020年美國人口普查的數據，當地共有人口185人，而人口密度為每平方千米2.01人。